# American Society for Pharmacology and Experimental Therapeutics
Die American Society for Pharmacology and Experimental Therapeutics, abgekürzt ASPET, ist eine wissenschaftliche Organisation, die sich mit allen Aspekten der pharmakologischen Forschung befasst. Sie hat ihren Sitz in Bethesda (Maryland). Die Gesellschaft wurde 1908 von John Jacob Abel zusammen mit 18 Pharmakologen gegründet. ASPET gehört zu den Gründungsmitgliedern der „Federation of American Societies for Experimental Biology“ (FASEB). In der Gesellschaft sind 4800 Mitglieder organisiert, die pharmakologische Forschung an Universitäten, in der Industrie sowie staatlichen Institutionen betreiben.

## Aktivitäten
Die Gesellschaft hat neun Abteilungen, die jeweils von einem Exekutivkomitee geleitet werden:
- Division for Behavioural Pharmacology
- Division for Cardiovascular Pharmacology
- Division for Drug Discovery and Development
- Division for Drug Metabolism
- Division for Integrative Systems, Translational and Clinical Pharmacology
- Division for Molecular Pharmacology
- Division for Neuropharmacology
- Division for Pharmacology Education
- Division for Toxicology

### Kongresse
Der Verband organisiert jährliche Kongresse.

### Fachzeitschriften
ASPET veröffentlicht vier Fachzeitschriften:
- Journal of Pharmacology and Experimental Therapeutics, gegründet 1909, Impact-Faktor 2014 = 3,972
- Pharmacological Reviews, gegründet 1949, Impact-Faktor 2014 = 17,099
- Molecular Pharmacology, gegründet 1965, Impact-Faktor 2014 = 4,128
- Drug Metabolism and Disposition, gegründet 1973, Impact-Faktor 2014 = 3,252

Daneben wird noch die Zeitschrift The Pharmacologist viermal im Jahr herausgegeben.

### Auszeichnungen
ASPET verleiht eine Reihe von wissenschaftlichen Preisen:
- John J. Abel Award in Pharmacology, benannt nach dem Gründer der ASPET
- Julius Axelrod Award in Pharmacology, benannt nach dem Nobelpreisträger Julius Axelrod
- Goodman and Gilman Award in Receptor Pharmacology, benannt nach den Pharmakologen Louis S. Goodman und Alfred Gilman
- Torald Sollmann Award in Pharmacology, benannt nach dem Pharmakologen Sollmann, der mit John Abel ASPET gründete